# Limia nigrofasciata
Limia nigrofasciata es una especie de peces de la familia de los pecílidos en el
orden de los ciprinodontiformes.

## Morfología
Los machos pueden alcanzar los 5,2 cm de longitud total y las hembras los 5,1 cm.

## Distribución geográfica
Se encuentran en Haití.